# Paralastor rubroviolaceus
Paralastor rubroviolaceus är en stekelart som först beskrevs av Giordani Soika 1941.  Paralastor rubroviolaceus ingår i släktet Paralastor och familjen Eumenidae. Inga underarter finns listade i Catalogue of Life.